# Cadacross
A Cadacross egy finn melodeath zenekar volt 1997 és 2006 között. Eredetileg a Carcassra hajazó death metalt játszottak, de később a Children of Bodom és a Norther nevével fémjelzett melodeath stílushoz fordultak.
A Cadacross alapítója, Georg Laakso 2005. október 28-án egy közlekedési balesetben annyira megsérült, hogy élete hátralévő részét tolószékben kell töltenie, aktívan zenélni sem tud, így ennek következtében a Cadacross feloszlott.

## Kiadványok

### Demók
- Power of the Night (1997)
- Bloody Way (1998)

### Nagylemezek
- So Pale Is the Light (2001)
- Corona Borealis (2002)

## Tagok

### Utolsó felállás
- Georg Laakso - gitár, ének (1997-2006)
- Tino Ahola - gitár (2000-2006)
- Sami Aarnio - ének (2000-2006)
- Kimmo Miettinen - dobok (2001-2006)
- Antti Ventola - szintetizátor (2001-2006)
- Nina Laakso - ének (2001-2006)

### Korábbi tagok
- Jarkko Lemmetty - basszusgitár
- Jukka-Pekka Miettinen - basszusgitár
- Janne Salo - dobok
- Tommi Saari - gitár
- Mathias Nygård - szintetizátor

### Vendégzenészek aCorona Boralison
- Jukka Salo - ének (#9)
- Jari Mäenpää - gitár (#7)
- Riku Ylitalo - harmonika (#4)